# Gårtjärnet (Ånimskogs socken, Dalsland)
Gårtjärnet är en sjö i Åmåls kommun i Dalsland och ingår i Göta älvs huvudavrinningsområde.